# آنتونی چیرپلیکوفسکی
آنتونی چیرپلیکوفسکی (لهستانی: Antoni Cierplikowski؛ ‏ [anˈtɔni t͡ɕɛrpliˈkɔfski]؛ ‏ ۲۴ دسامبر ۱۸۸۴ – ۵ ژوئیهٔ ۱۹۷۶) آرایشگر لهستانی بود که با افتتاح سالن زیبایی «آنتوان دو پاریس» به نخستین آرایشگر مشهور جهان تبدیل شد و به «موسیو آنتوان» معروف شد. در میان مشتریان او شخصیت‌های زن مشهور جهان مانند کوکو شانل، ملکه ماری رومانی، سارا برنارد، گرتا گاربو، بانوی اول ایالات متحده آمریکا النور روزولت، بریژیت باردو و ادیت پیاف بودند.